# Alpes Lepontinos
Os Alpes Lepontinos (em italiano:  Alpi Lepontine) é uma secção alpina tal como a define a Subdivisão Orográfica Internacional Unificada do Sistema Alpino (SOIUSA). Seu ponto mais alto é o Monte Leone com 3 552 metros.

## Divisão tradicional
Os Alpes Lepontinos faziam parte da divisão tradicional da partição dos Alpes adoptada em 1926 pelo IX Congresso Geográfico Italiano na Itália, com o fim de normalizar a sua divisão em Alpes Ocidentais os Alpes Centrais aos quais pertenciam, e dos Alpes Orientais.

## SOIUSA
A SOIUSA dividiu os Alpes em duas grandes partes:Alpes Ocidentais e Alpes Orientais, separados pela linha formada pelo Rio Reno - Passo de Spluga - Lago de Como - Lago de Lecco.
Os Alpes Lepontinos são formados pelo conjunto dos Alpes do Monte Leone e do São Gotardo, Alpes do Ticino e Verbano, e  Alpes da Adula.

### Classificação  SOIUSA
Segundo a classificação SOIUSA este acidente orográfico é uma secção alpina com a seguinte classificação:
- Parte = Alpes Ocidentais
- Grande sector alpino = Alpes Ocidentais-Norte
- Secção alpina = Alpes Lepontinos
- Código = I/B-10

## Picos principais

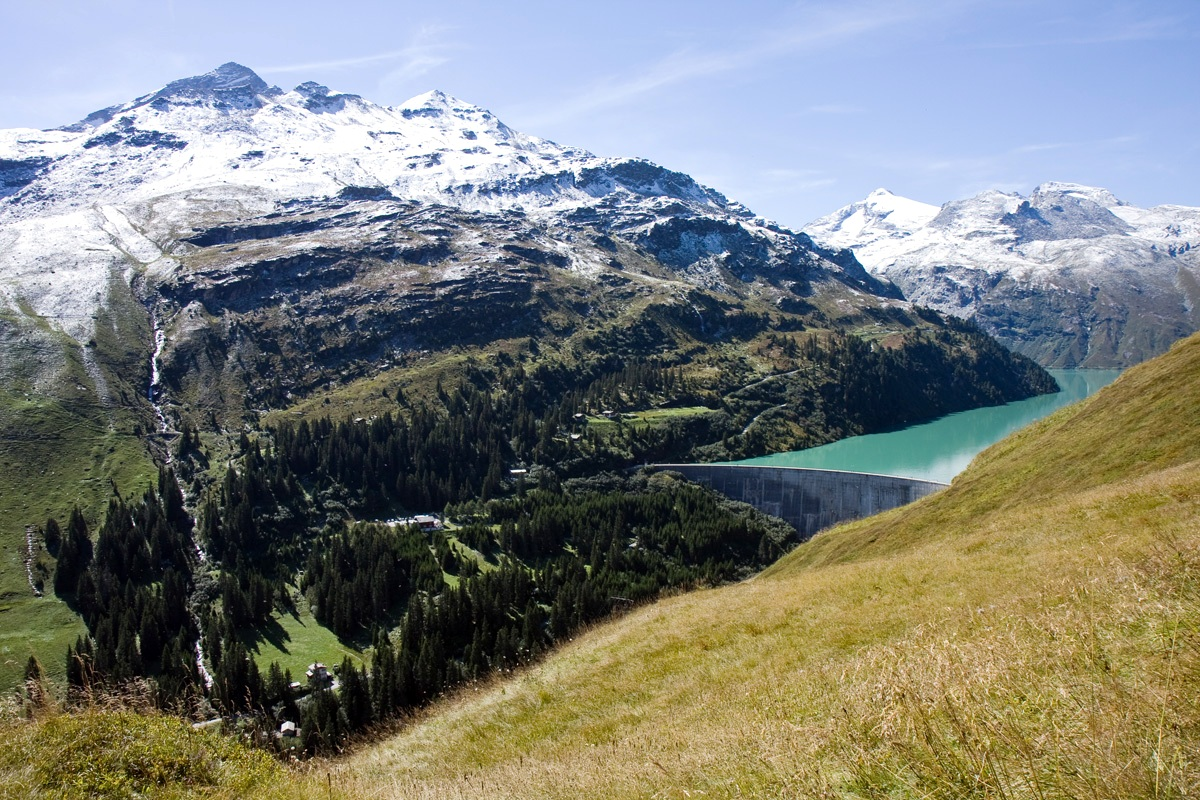
Zervreilasee

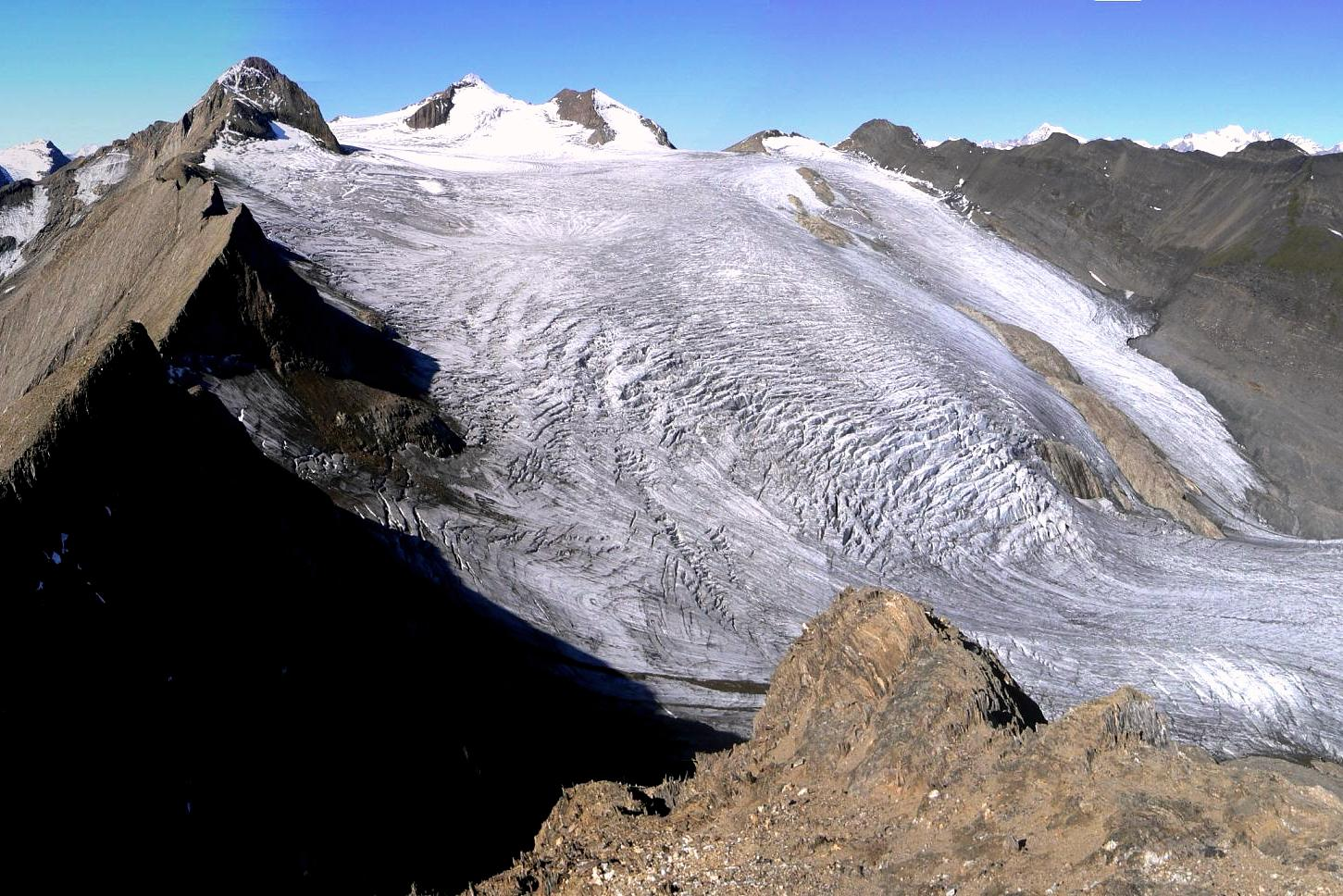
Blinnenhorn

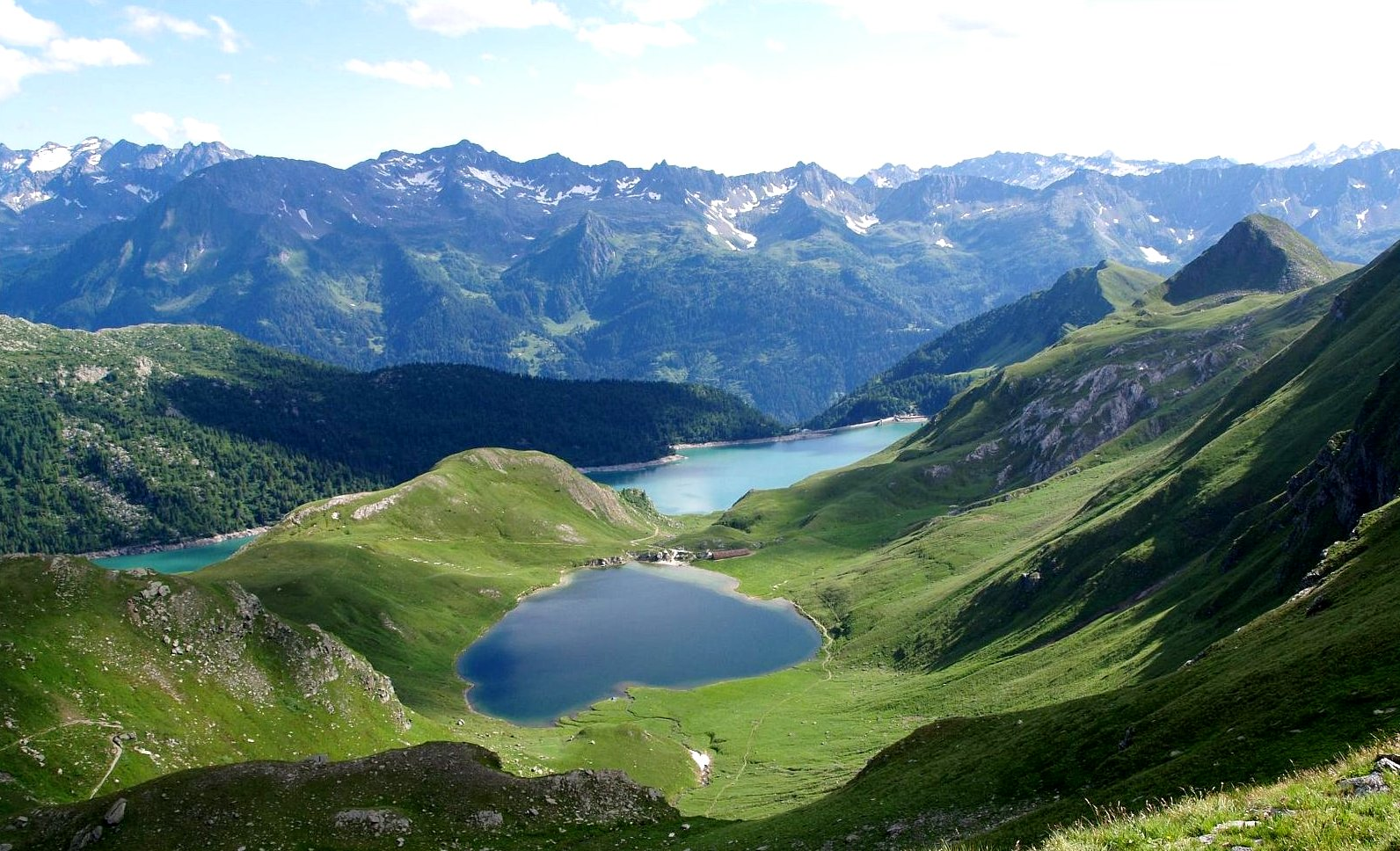
Lago Ritom

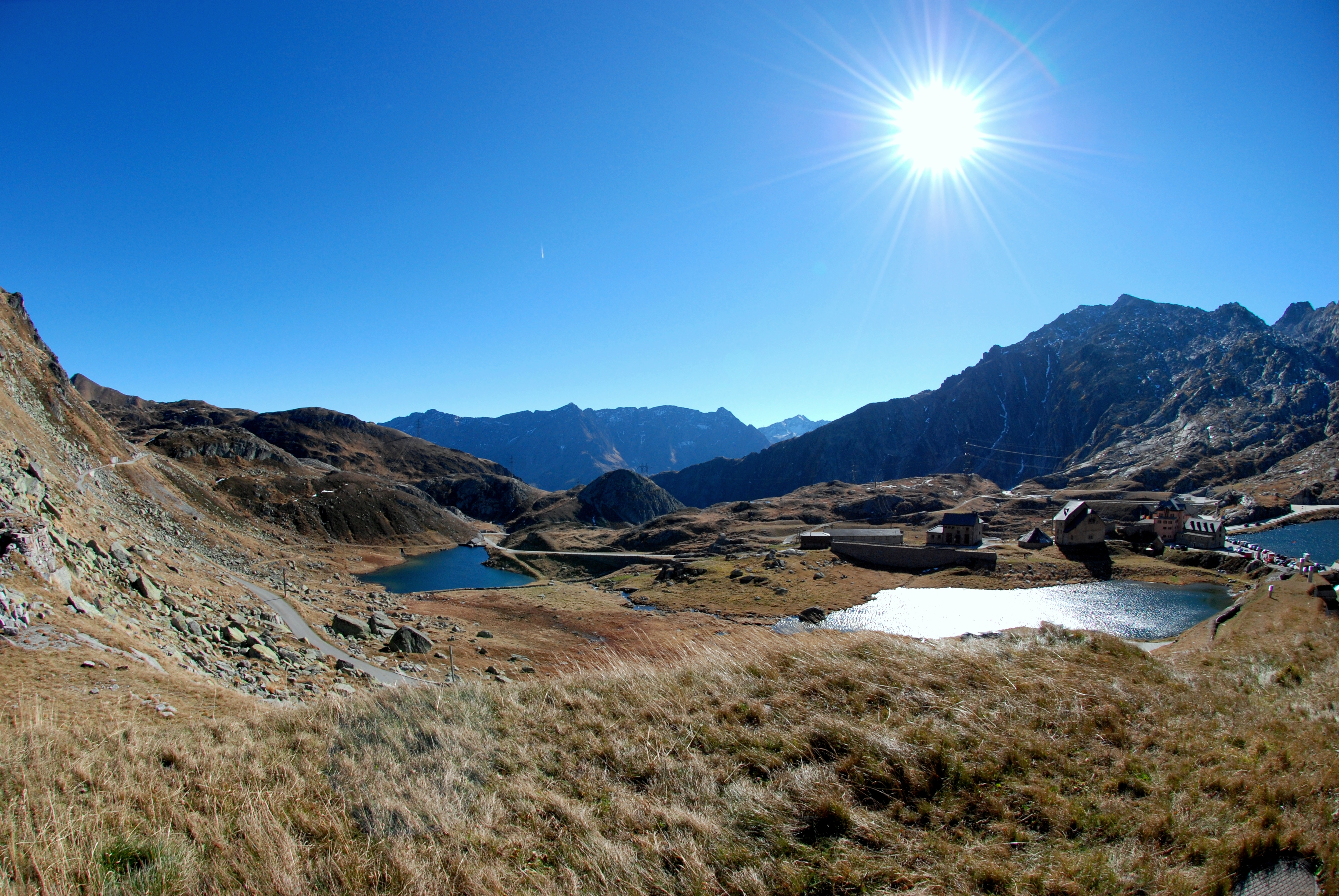
Passo de São Gotardo

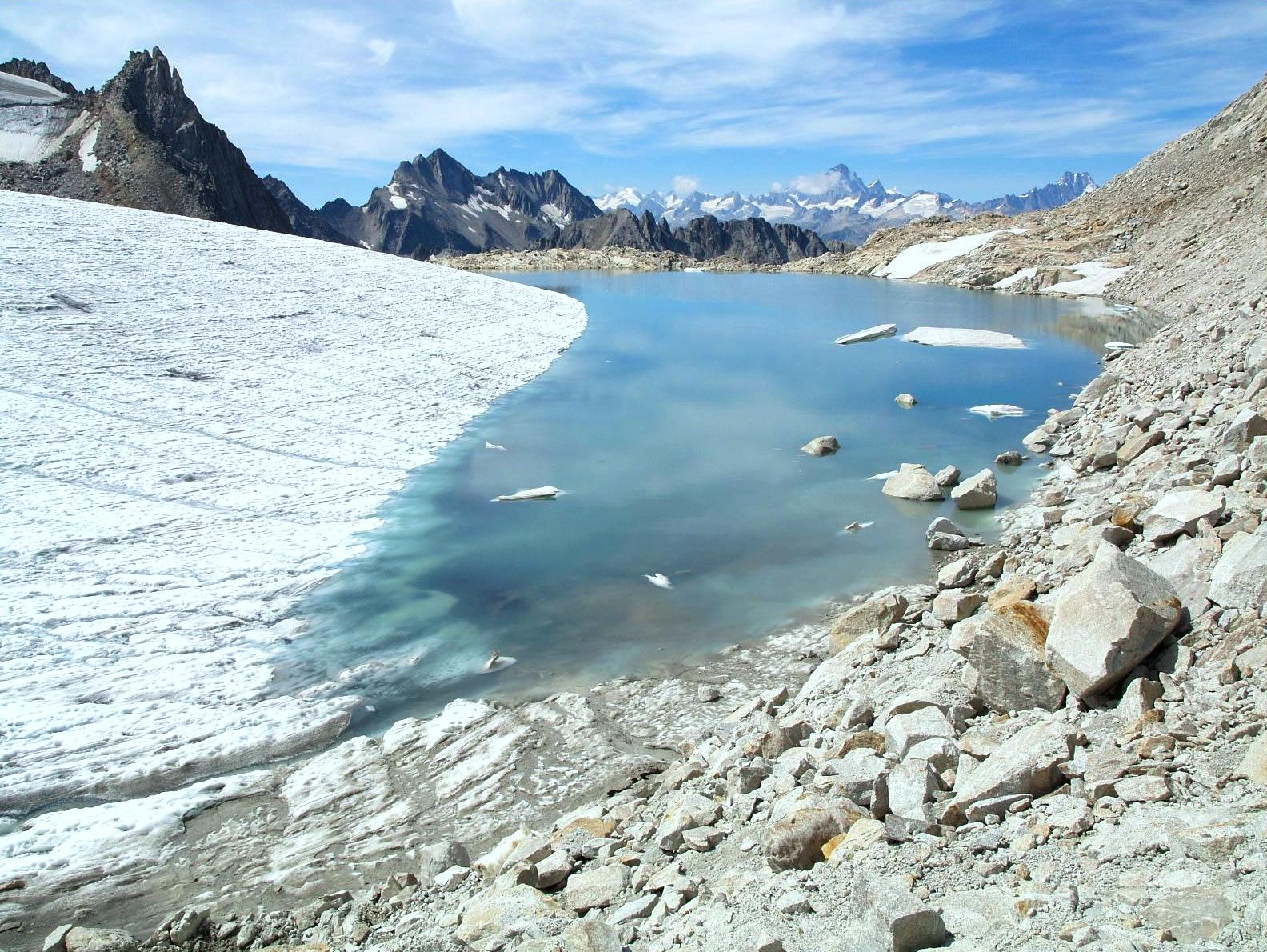
Gerenpass

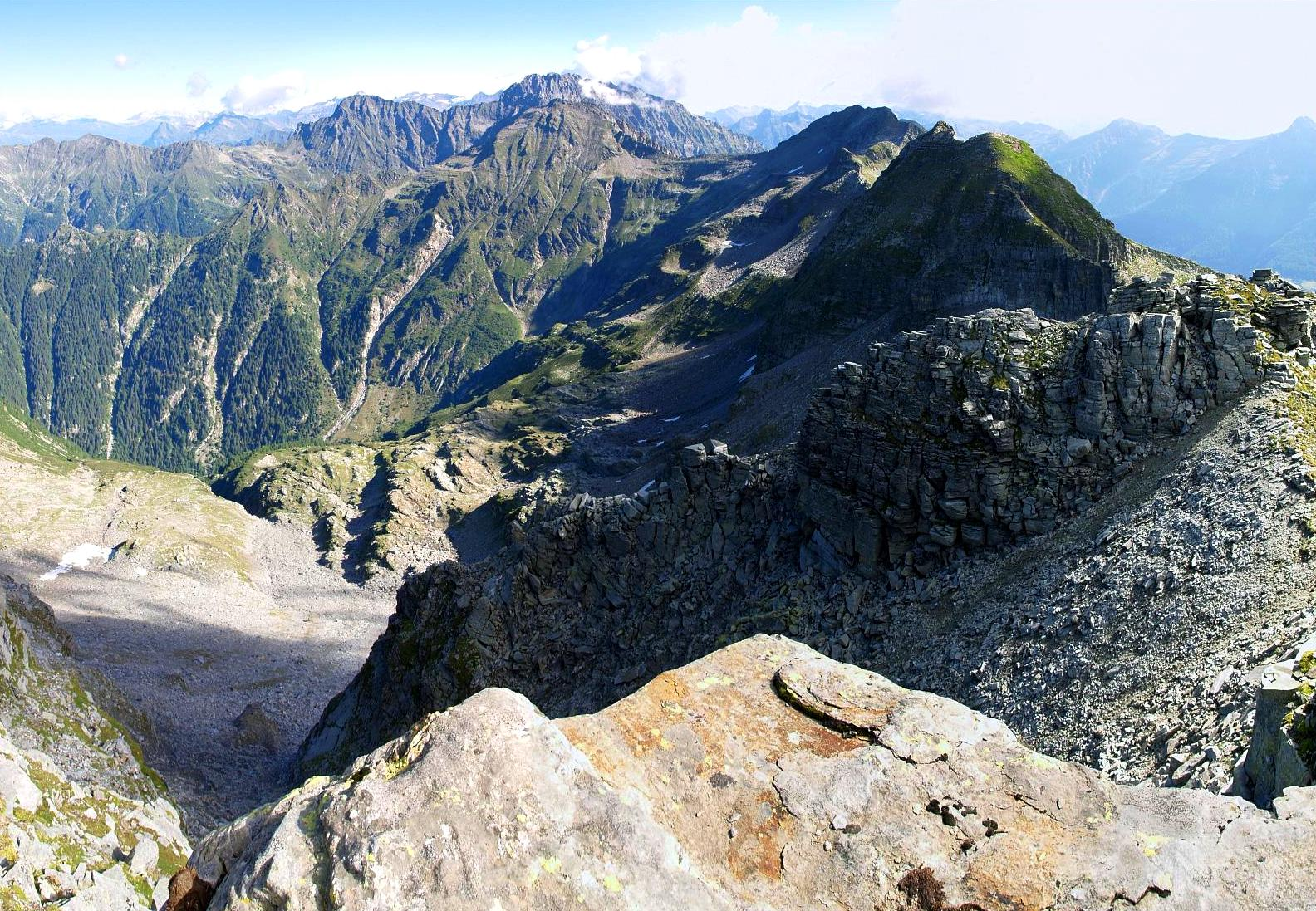
Pizzo di Claro

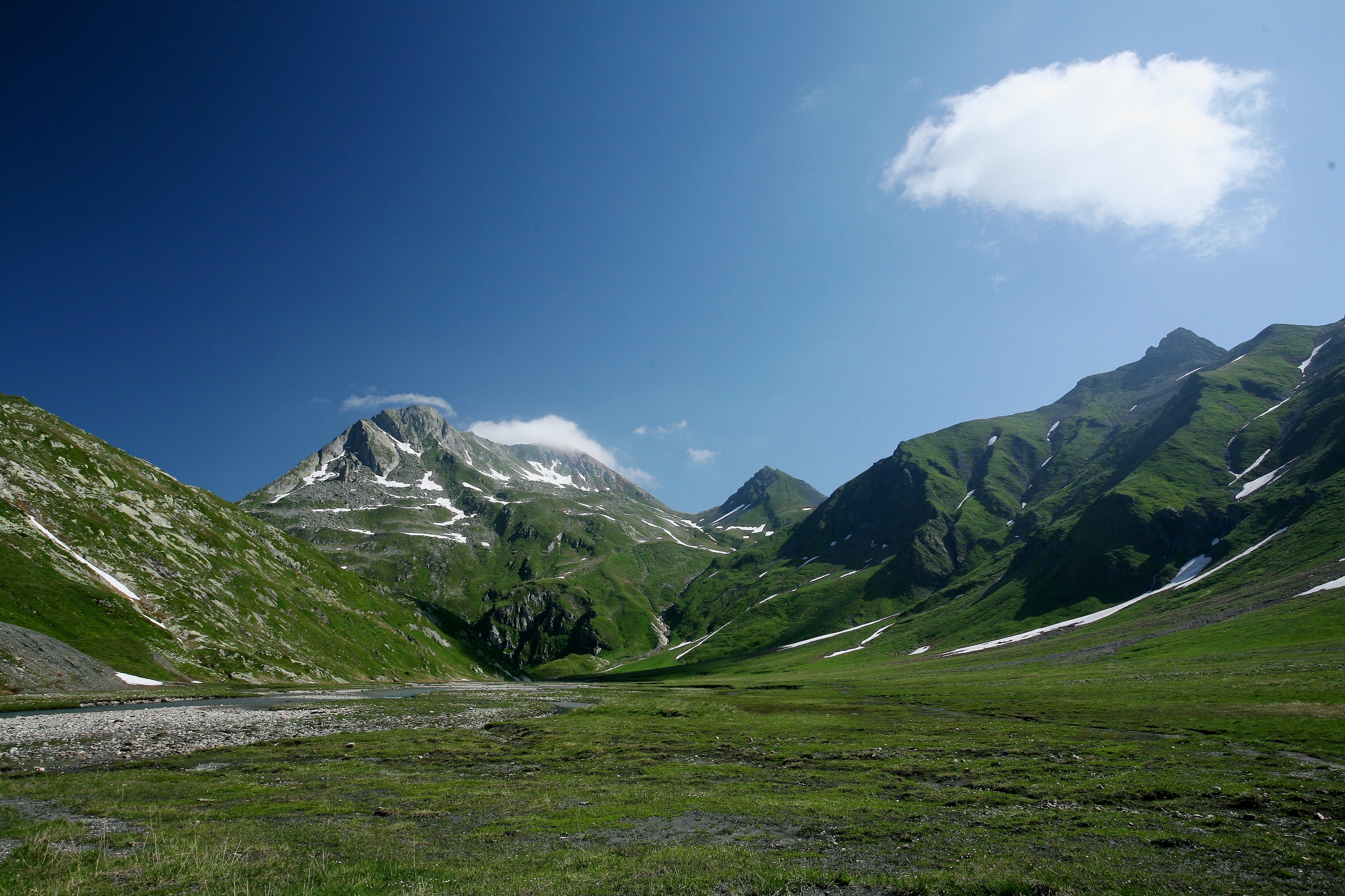
Passo Greina

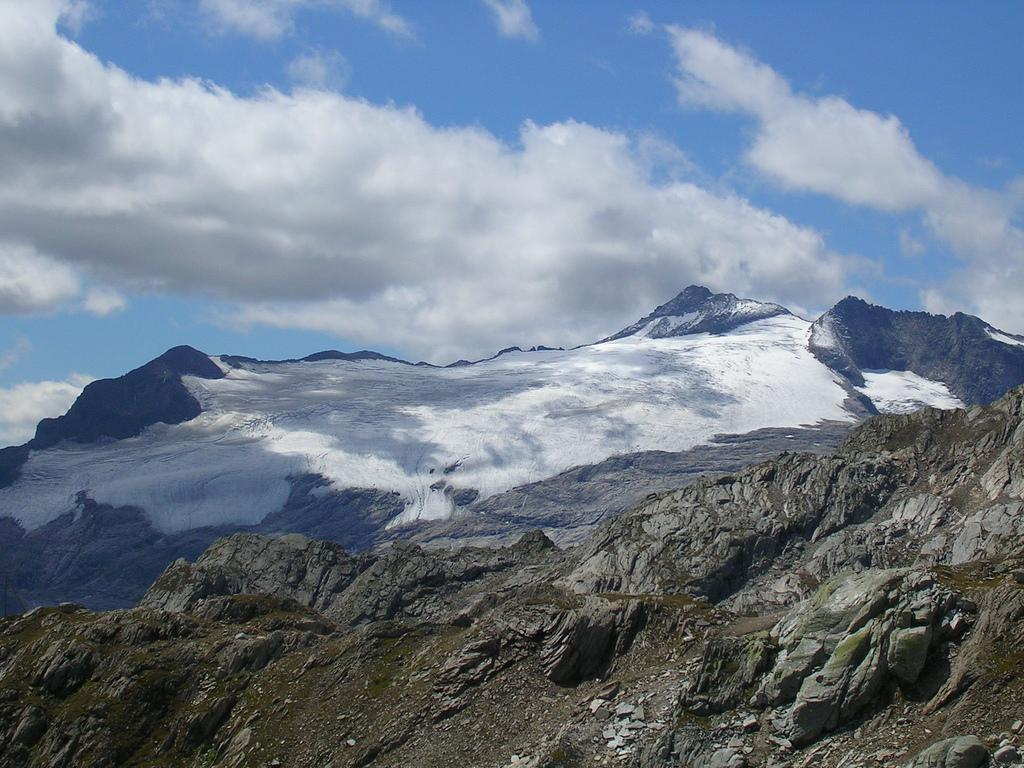
Basodino

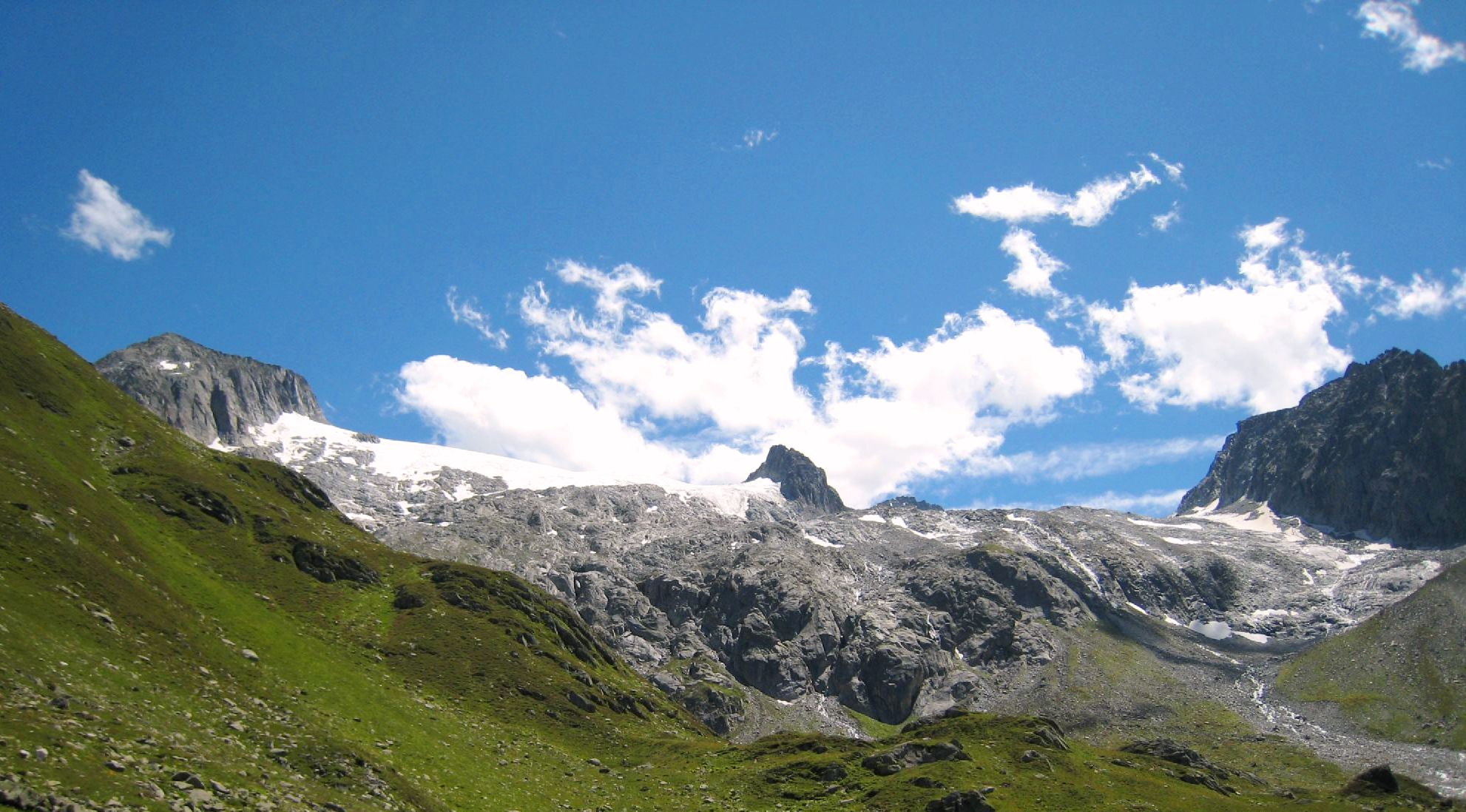
Piz Medel

Os picos principais dos Alpes Lepontinos são:
| Nome                | Altitude | Altitude |
| Nome                | m        | ft (pés) |
| ------------------- | -------- | -------- |
| Monte Leone         | 3553     | 11684    |
| Rheinwaldhorn       | 3402     | 11149    |
| Güferhorn           | 3393     | 11132    |
| Blinnenhorn         | 3384     | 11103    |
| Basodino            | 3276     | 10749    |
| Pizzo Tambò         | 3276     | 10749    |
| Helsenhorn          | 3274     | 10742    |
| Wasenhorn           | 3255     | 10680    |
| Ofenhorn            | 3242     | 10637    |
| Scherbadung         | 3213     | 10542    |
| Piz Medel           | 3203     | 10509    |
| Scopi               | 3200     | 10499    |
| Pizzo Rotondo       | 3197     | 10489    |
| Hohsandhorn         | 3182     | 10440    |
| Piz Terri           | 3151     | 10331    |
| Piz Aul             | 3124     | 10250    |
| Pizzo Pesciora      | 3120     | 10247    |
| Witenwasserenstock  | 3084     | 10119    |
| Campo Tencia        | 3075     | 10089    |
| Leckihorn           | 3069     | 10069    |
| Bruschghorn         | 3054     | 10020    |
| Alperschällihorn    | 3045     | 9991     |
| Chilchalphorn       | 3040     | 9974     |
| Piz Corbet          | 3025     | 9925     |
| Piz Blas            | 3023     | 9918     |
| Monte Giove         | 3010     | 9876     |
| Pizzo Centrale      | 3003     | 9853     |
| Pizzas d'Anarosa    | 3002     | 9850     |
| Piz Beverin         | 2998     | 9843     |
| Weisshorn (Splugen) | 2992     | 9817     |
| Pizzo Lucendro      | 2959     | 9708     |
| Piz Tomul           | 2949     | 9676     |
| Piz Cavel           | 2944     | 9659     |
| Barenhorn           | 2932     | 9620     |
| Six Madun (Badus)   | 2932     | 9619     |
| Pizzo Forno         | 2907     | 9537     |
| Piz Muraun          | 2899     | 9512     |
| Zervreilahorn       | 2898     | 9508     |
| Punta Valgrande     | 2857     | 9373     |
| Monte Cistella      | 2851     | 9353     |
| Piz Lukmanier       | 2778     | 9115     |
| Monte Prosa         | 2738     | 8983     |
| Pizzo Columbe       | 2549     | 8363     |
| Pizzo Paglia        | 2594     | 8510     |
| Pizzo Cavregasco    | 2535     | 8317     |
| Pizzo Campanile     | 2458     | 8064     |
| Pizzo Bombögn       | 2331     | 7648     |
| Camoghè             | 2226     | 7303     |
| Piz Mundaun         | 2065     | 6775     |
| Monte Generoso      | 1704     | 5591     |
| Monte San Salvatore | 916      | 3004     |